# Cessna AT-17 Bobcat
Cessna AT-17 Bobcat je dvomotorno propelersko letalo, ki so ga zasnovali v ZDA v 1930ih. Večinoma ga je uporabljala vojska, se je pa uporabljal tudi za prevoz potnikov. 
Poganjala sta ga dva 7-valjna zvezdasta motorja Jacobs R-755-9.

## Specifikacije(AT-17)
Splošne značilnosti
- Posadka: Pilot in štirje potniki
- Dolžina: 32 ft 9 in (9,98 m)
- Razpon kril: 41 ft 11 in (12,78 m)
- Višina: 9 ft 11 in (3,02 m)
- Površina kril: 295 sq ft (27,4 m2)
- Teža praznega letala: 3.500 lb (1.588 kg)
- Bruto teža: 5.700 lb (2.585 kg)
- Maks. vzletna teža: 6.062 lb (2.750 kg)
- Pogon letala: 2 × Jacobs R-755-9 7-valjni, zračnohaljeni zvezdasti motor, 245 hp (183 kW)  vsak

Zmogljivost
- Maks. hitrost: 169 kn; 314 km/h (195 mph)
- Potovalna hitrost: 152 kn; 282 km/h (175 mph)
- Višina leta (servisna): 22.000 ft (6.700 m)